# لیدیا د وگا
لیدیا د وگا (انگلیسی: Lydia de Vega؛ ۲۶ دسامبر ۱۹۶۴ – ۱۰ اوت ۲۰۲۲) ورزشکار دو و میدانی اهل فیلیپین بود.
در دهه ۸۰ میلای وی به عنوان سریعترین زن آسیایی شناخته می‌شد.
وی در مسابقات کشوری و بین‌المللی در مجموع برندهٔ ۱۵ مدال طلا، ۵ مدال نقره، ۳ مدال برنز شد.